# 陳喬榮
陳喬榮，字松軒，福建閩縣（今屬福州市）人，清朝官員，同進士出身。

## 生平
陳喬榮爲道光二十七年（1847年）考中丁未科三甲進士。同治元年（1862年）任江西南昌縣知縣。升補寧都知州事。